# Tua Gärdstam
Tua Gärdstam, född 4 januari 1896 i Helsingborg, död 7 mars 1969 i Stockholm, var en svensk målare.
Hon var dotter till grosshandlaren Carl Sällfors och Hanna Staflund samt från 1920 gift med Ragnar Gärdstam. Hon var privatelev till Akke Kumlien i Stockholm 1932–1934 samt vid Otte Skölds målarskola 1936 och Grünewalds målarskola 1945–1946. Hennes konst består av figurstudier, landskapsskildringar och porträtt utförda i olja eller tempera. Hon var medlem i Föreningen Svenska Konstnärinnor. Gärdstam är begravd på Pålsjö kyrkogård.